# Clearwater County, Minnesota
Clearwater County är ett administrativt område i delstaten Minnesota i USA, med 8 695 invånare. Den administrativa huvudorten (county seat) är Bagley. 

## Politik
Clearwater County har röstat för republikanernas kandidat i samtliga presidentval under 2000-talet. I valet 2016 vann republikanernas kandidat med siffrorna 68,9 procent mot 25,9 för demokraternas kandidat. Historiskt var demokraterna starka i området mellan 1960- och 1930-talen. Dessförinnan var republikanerna starka i området, exempelvis i valet 1904 fick republikanernas kandidat hela 85,3 procent av rösterna.

## Geografi
Enligt United States Census Bureau har countyt en total area på 2 667 km². 2 576 km² av den arean är land och 91 km² är vatten. Itascasjön räknas som Mississippiflodens källa.

### Angränsande countyn
- Beltrami County - nordost
- Hubbard County - sydost
- Becker County - syd
- Mahnomen County - sydväst
- Polk County - nordväst
- Pennington County - nordväst